# Genetta plesictoides
Espèce
Statut de conservation UICN

 EX  : Éteint
Genetta plesictoides est une espèce fossile de genettes endémique à Chypre durant le Pléistocène supérieur.

## Description
Genetta plesictoides est similaire en taille à la Genette commune (Genetta genetta). En comparaison à son proche parent vivant, sa morphologie dentaire montre des adaptations vers un régime plus carnivore. Elle s'éteint probablement il y a environ 12 000 à 10 800 ans, à la suite de l'arrivée des humains à Chypre et à l'introduction d'espèces envahissantes.

## Classification
L'espèce Genetta plesictoides a été décrite en 1903 par Dorothea Bate (1878-1951).

### Publication originale
- (en) Dorothy M. A. Bate, « On an extinct species of genet (Genetta plesictoides, sp. n.) from the Pleistocene of Cyprus », Proceedings of the Zoological Society of London, Londres, vol. 2,‎ 1903, p. 121–124 (lire en ligne, consulté le 22 juillet 2024).